# Переход «е» в «о» в древнерусском языке
Перехо́д «е» в «о» (иногда «ёканье») — фонетическое изменение, произошедшее в позднем древнерусском языке.

## Описание и хронология
В древнерусском языке в последние века его существования происходила лабиализация гласного переднего ряда е в гласный заднего ряда о перед твёрдыми согласными. Это стало возможным только после того, как тенденция к внутрислоговому сингармонизму, сохранившаяся с праславянских времён, ослабла.
Переход, вероятно, происходил в два этапа: на первом изменению подвергся только гласный после исконно мягких согласных — сонорных (р′, л′, н′, ј′), шипящих (ж′, ш′, дж′, ч′) и ц′ — а на втором (после вторичного смягчения согласных) предыдущий согласный не имел значения.

## Особенности и хронология перехода в разных языках
Следы перехода существуют во всех восточнославянских языках, однако они различаются от языка к языку.

### Украинский язык
В украинском языке наиболее полно сохранились рефлексы первого этапа перехода: др.-русск. ѥмоу, бъчела (>бджела), четыри, семоу > укр. йому, бджола, чотири, цьому. После вторично смягчённых согласных о (< е, ь) встречается нерегулярно: льон, но орел
Переход е в о в украинском протекал одновременно с переходом е, о > і в закрытых слогах и завершился до отвердения шипящих.

### Русский язык
В русском языке во время второго этапа перехода обязательным условием была ударная позиция е: др.-русск. медъ, полетъ, живемь > рус. мёд, полёт, живём. Получившееся после первого этапа о в безударном положении перешло обратно в е: черни́ть (но чёрный), пчела́ (но р. п. мн. ч. пчёл). Переход мог происходить в абсолютном конце слова: др.-русск. моѥ, житьѥ > рус. моё, житьё. Уникальным для русского языка является переход е > о перед шипящими (застёжка, даёшь).
По относительной хронологии, переход е в о в русском завершился после или во время отвердения шипящих, но до отвердения ц′.
В севернорусских диалектах переход произошёл и в безударной позиции.

#### Древненовгородский диалект
Согласно данным берестяных грамот, переход в новгородской диалектной зоне начинается не позже XII в. и продолжается по крайней мере до XV в.
В говорах с ранним смешением ь и е наблюдается также и ранний переход ь>о: гривоно, гривонъ (< гривьнъ); людомъ (< людьмъ). Ранний переход случается и после отвердевшего р (в котором слились праславянские *ŕ, *r): беросто, церосъ 'чересъ'. Как и в диалекте Северо-Восточной Руси, есть примеры перехода в конечных позициях, но нет примеров для перехода перед шипящими, кроме того, даже в позднюю фазу переход происходил и в неударных позициях.

### Белорусский язык
Как и в русском языке, в белорусском сохранились результаты только для ударного гласного, безударный о же, получившийся после первого этапа перехода, закономерно изменился в а: др.-русск. четыри > *чотыри > бел. чатыры. Белорусскому также свойственен переход в позиции конца слова.
Переход в белорусском языке завершился раньше отвердения шипящих, ц′ и р′, о чём говорят такие формы, как бел. трох (< др.-русск. трехъ) с о после отвердевшего р, маладзец (< др.-русск. молодьць) и адзежа (др.-русск. одѣжа/одежа) с е перед отвердевшими ц и ж.

## Проблема графического обозначения
Так как в ранних славянских языках о не мог встречаться после мягких согласных, изначальный вариант кириллицы не содержал символа «йотированного о» (в отличие от йотированных а, у, е, ѧ, ѫ). По этой причине восточным славянам приходилось прибегать к суррогатным написаниям, чаще всего используя е (в силу письменной традиции) и о (без дополнительного обозначения мягкости).
В XVIII веке в России использовалось буквосочетание іо (їо), а в 1797 году был введён знак Ё, который и по сей день существует в русском и белорусском алфавитах. В украинском вместо этого используется буквосочетание ьо либо йо.

## Типологические параллели в других славянских языках
- В польском, словинском, кашубском и вымершем полабском языках изменение e>o перед твёрдыми переднеязычными согласными (d, t, z, s, n, r, ł) в IX—X веках происходило как часть более общего фонетического процесса, называемого лехитской перегласовкой. В результате в польском языке возникли такие чередования, как wieźć 'везти' — wiozł 'вёз'[4].

Важным отличием от восточнославянских было то, что переход e >o в лехитских произошëл до падения редуцированных и поэтому не затронул е < ь, например pьsъ > pies «пëс».

## Другие источники звука в восточнославянских языках
Звук о после мягких или отвердевших согласных может встречаться и в других позициях:
- в заимствованиях (в первую очередь германизмах, галлицизмах, англицизмах): фр. acteur > рус. актёр; нем. Jot > рус. и укр. йот, бел. ёт; англ. shorts > рус. шорты, укр. шорти.
  - в том числе перед палатализованным: тур. döner > нем. Döner > рус. дёнер; англ. shopping > рус. шопинг, укр. и бел. шопінг; яп. 将棋 > рус. сёги, укр. шьоґі.
- Как результат аналогии:
  - в русском языке — с другими формами глаголов (второе лицо, мн. ч. берёте как третье лицо, ед.ч. берёт) или существительных (локатив (в) полёте как номинатив полёт).
    - или одних типов склонения имён с другими: инструменталис рус. землёй (< землёю), номинатив большой как рус. водой, немой, при др.-рус. землею, большеи /еј/ (< большии /ьјь/); водою, нѣмои /ој/ (< нѣмыи /ъјь/).
    - или одних заимствований с другими: нем. Wachter > рус. вахтёр (а не *ва́хтер) как актёр (< фр. acteur).

  - в украинском языке — с когнатами в русском языке: укр. підйом (наряду с этимологически верной формой під'їм) как рус. подъём. Не закреплено в литературной норме.
- о < ѣ в отдельных случаях в результате позднейшего смешения е с ѣ в некоторых диалектах русского языка: др.-русск. звѣзды > рус. звёзды.
- в белорусском языке — после появления протетического звука [j] в начале слова: др.-русск. онъ > бел. ён.